# Chrysops uruguayensis
Chrysops uruguayensis är en tvåvingeart som beskrevs av Lutz 1909. Chrysops uruguayensis ingår i släktet Chrysops och familjen bromsar. Inga underarter finns listade i Catalogue of Life.